# 廿楽順治
廿楽 順治（つづら じゅんじ、1960年 - ）日本の詩人。東京都墨田区押上生まれ。神奈川県横須賀市在住。

## 経歴
東京都立墨田川高等学校、横浜市立大学国文科卒業。大学在学中より「現代詩手帖」に投稿を始めるが、その後中断を経て、40歳を過ぎてから詩作を再開する。2005年、第43回現代詩手帖賞を受賞。2006年、詩集『すみだがわ』で第11回中原中也賞候補。2012年、詩集『化車』で第62回H氏賞を受賞。詩誌「ガーネット」「生き事」同人。同人誌『八景』発行人。横浜詩人会員。PDF詩誌『四囲』発行人。
下町言葉を大胆に取り入れた文体で、会田綱雄を意識した下揃えのレイアウトを好んで使用する。版画家の宇田川新聞との共作もある。

## 著書
- 詩集『すみだがわ』（2005年10月・思潮社）
- 詩集『たかくおよぐや』（2007年10月・思潮社）
- 詩集『化車』（2011年・思潮社）
- 詩集『人名』（2013年9月・思潮社）
- 詩集『怪獣』（2016年5月・私家版）
- 詩集『ハンバーグ研究』（2016年6月・私家版）